# تاشع
تاشع هي بلدة في محافظة عكار، في لبنان. سكانها من المسلمين السنة والموارنة. ترتفع عن سطح البحر 1144 م، تبعد عن بيروت 130 كلم وعن مركز المحافظة طرابلس 24 كلم وعن مركز القضاء حلبا 24 كلم.
في عام 1838 أشار الباحث والمبشر إيلي سميث إلى أن قرية تاشع تقع شرق الشيخ محمد. كان سكانها آنذلك من المسلمين السنة والروم الأرثوذكس.